# Marie Thérèse Françoise Boisselet
Marie Thérèse Françoise Boisselet (1731–Párizs, 1800) XV. Lajos francia király szeretője.
Apja a királyi konyhán dolgozott.
Marie Thérèse Françoise a király nem hivatalos szeretője lett. Egy közös gyermekük is született, Cadet de Gassicourt Károly Lajos, 1769-ben, aki 1821-ig élt.
1771-ben férjhez ment Louis Claude Cadet de Gassicourt vegyészhez, aki örökbe fogadta a fiút. Paul Thiébault szerint XV. Lajos a volt szeretőjével kötött házassága miatt támogatta Cadet de Gassicourt karrierjét a Királyi Akadémián.